# Ocean Park
|  | Per a la localitat de l'Uruguai, vegeu Ocean Park (Uruguai) |

Ocean Park és una concentració de població designada pel cens dels Estats Units a l'estat de Washington. Segons el cens del 2000 tenia 1.459 habitants.

## Demografia
Segons el cens del 2000, Ocean Park tenia 1.459 habitants, 710 habitatges, i 416 famílies. La densitat de població era de 185,3 habitants per km².
Dels 710 habitatges en un 17% hi vivien nens de menys de 18 anys, en un 46,9% hi vivien parelles casades, en un 8,6% dones solteres, i en un 41,4% no eren unitats familiars. En el 34,1% dels habitatges hi vivien persones soles el 18,5% de les quals corresponia a persones de 65 anys o més que vivien soles. El nombre mitjà de persones vivint en cada habitatge era de 2,05 i el nombre mitjà de persones que vivien en cada família era de 2,55.
Per edats la població es repartia de la següent manera: un 16,6% tenia menys de 18 anys, un 5,3% entre 18 i 24, un 18,8% entre 25 i 44, un 28,7% de 45 a 60 i un 30,6% 65 anys o més.
L'edat mediana era de 52 anys. Per cada 100 dones de 18 o més anys hi havia 95 homes.
La renda mediana per habitatge era de 22.932 $ i la renda mediana per família de 30.208 $. Els homes tenien una renda mediana de 35.536 $ mentre que les dones 21.528 $. La renda per capita de la població era de 18.261 $. Aproximadament el 7,3% de les famílies i el 15,3% de la població estaven per davall del llindar de pobresa.

## Poblacions més properes
El següent diagrama mostra les poblacions més properes.